# John O'Donoghue
John O'Donoghue (em irlandês: Seán Ó Donnchú; nascido em 28 de maio de 1956) é um político irlandês filiado no Fianna Fáil, que serviu como Ceann Comhairle do Dáil Éireann, a câmara baixa do Oireachtas e um Teachta Dala para South Kerry. Ele era Ministro das Artes, Desporto e Turismo (2002-2007) e Ministro da Justiça, da Igualdade e da Reforma Legislativa (1997-2002).